# Saint-Roman-de-Codières
Saint-Roman-de-Codières település Franciaországban, Gard megyében. Lakosainak száma 166 fő (2022. január 1.). Saint-Roman-de-Codières La Cadière-et-Cambo, Colognac, Cros, Saint-Martial és Sumène községekkel határos.

## Népesség
A település népessége az elmúlt években az alábbi módon változott:
| Lakosok száma | 132  | 147  | 134  | 171  | 197  | 172  | 157  | 151  | 156  | 166  |
|               | 1968 | 1982 | 1990 | 2006 | 2013 | 2015 | 2017 | 2019 | 2020 | 2022 |